# Euxoa rossica
Euxoa rossica är en fjärilsart som beskrevs av Otto Staudinger 1881. Euxoa rossica ingår i släktet Euxoa och familjen nattflyn. Inga underarter finns listade i Catalogue of Life.